# Петров, Лев Сергеевич
Лев Сергеевич Петров (20 ноября 1922, Москва — 6 июля 1970, там же) — советский журналист, переводчик. Наиболее известен соавторством с Аркадием Стругацким (документальная повесть «Пепел Бикини», три варианта 1956—1958 годов). Зять Н. С. Хрущёва, то есть муж его удочерённой внучки Юлии Леонидовны Хрущёвой и отец Нины Львовны Хрущёвой. Существует предположение, что именно Л. С. Петров приводил в литературную форму диктуемые Хрущёвым воспоминания и даже был инициатором самого проекта.